# 스타디오 피에르 루이지 펜초
스타디오 피에르 루이지 펜초(이탈리아어: Stadio Pier Luigi Penzo)는 이탈리아 베네치아시에 위치한 축구 경기장이다. 
베네치아 석호 산텔레나 섬에 위치해 있으며, 비행사 피에르 루이지 펜초를 기념하기 위해 현재의 이름이 붙였다. 수용 인원으로는 베네치아에서 가장 큰 야외 경기장이다. 본 도시의 주요 축구단인 베체치아의 경기가 이곳에서 열리며, 이탈리아의 현용되는 축구 경기장 중, 제노아의 스타디오 루이지 페라리스에 이어 두번째로 가장 오래된 경기장이다.